# Ino Yamanaka
Ino Yamanaka (山中いの Yamanaka Ino?), es un personaje de la serie de manga y anime Naruto.
Su apellido significa «a través de las montañas», mientras que su nombre hace significado a los cerdos (por eso Sakura, para insultarla, la llama Ino-cerda): esto genera un contraste irónico con el de su compañero Chōji, cuyo nombre significa «mariposa», ya que es dos veces más grande que ella. Con sus compañeros liderados por el hijo del tercer Hokage, Asuma Sarutobi, Shikamaru Nara y Chōji, forma la segunda generación del equipo Ino-Shika-Cho, que posee el nombre de un juego de cartas japonés de las barajas Hanafuda.

## Personalidad
Ino es agresiva, egocéntrica y tiende a dictar órdenes a su equipo. Es la rival de Sakura, aunque inicialmente eran amigas. Durante la primera parte, Ino está locamente enamorada de Sasuke, otro motivo de la rivalidad entre ella y Sakura, mientras que en la segunda parece sentir algo por Sai, el nuevo miembro del Equipo Kakashi con quien luego tendrá una relación sentimental. 
Para responder al juego de palabras basado en su nombre que Sakura le dice a menudo, Ino la llama «frente de marquesina», destacando uno de los defectos físicos que Sakura cree que tiene.
Es una amante de las flores y conoce todos los tipos, desde venenosas hasta ornamentales. 
El antagonismo entre Sakura e Ino es similar al de Naruto y Sasuke y culmina en los exámenes de selección Chūnin, cuando se enfrentan. Poco a poco, las dos vuelven a ser tan buenas amigas como lo eran cuando eran de pequeñas.

## Historia

### Pasado
Ino es la hija de Inoichi Yamanaka y es miembro del Clan Yamanaka, que dirige una pequeña floristería en la Aldea de la Hoja. Durante sus años en la academia fue la primera amiga de Sakura y la ayudó a formar una identidad y desarrollar una cierta autoestima. Más tarde, cuando Sakura le confiesta que estaba enamorada de Sasuke, las dos rompen su amistad, convirtiéndose de hecho en rivales.

### Primera parte
Tras afrontar algunas misiones junto a sus compañeros, Ino participa en los exámenes Chūnin, primero enfrentándose al Equipo Dosu, que ha venido a matar a Sasuke, y finalmente se enfrenta a Sakura en una pelea que terminará a la par. Después de la huida de Sasuke, Ino le pide a Sakura que hable con Tsunade para convertirse en su alumna. Sakura acepta y, siendo ya una estudiante de la quinta Hokage, automáticamente se convierte en su senpai.

### Segunda parte
En la segunda parte de la serie, Ino se vuelve mucho más madura y también una experta ninja médico gracias al entrenamiento de Tsunade y la supervisión de Sakura.
Luego se une al equipo de Chōji, Raido Namiashi y Aoba Yamashiro para detener a Hidan y Kakuzu, dos miembros de los Akatsuki. Sin embargo, llega demasiado tarde para ayudar al equipo de Shikamaru y presencia la muerte de su maestro. Decidida a vengarlo, se va con su equipo y Kakashi para detener a los dos miembros de Akatsuki y en el enfrentamiento subsiguiente se enfrenta a Kakuzu; poco antes de ser asesinada, es rescatada por los refuerzos y presencia la derrota de Kakuzu a manos de Naruto.
Durante el ataque de Pain, se enfrenta a enemigos junto con Ikibi, su padre, algunos ANBU y Shizune y es testigo de la muerte de esta última a manos de uno de los Pain.
Más tarde, Ino es reclutada en la Quinta División, comandado por Mifune, y enviado como reserva a la Primera División de Darui. Junto con Shikamaru y Chōji, mantiene a raya a Kinkaku con la Formación Ino-Shika-Chō, para que Darui pueda sellar al enemigo dentro de la calabaza carmesí. Luego, junto con sus dos compañeros,  se enfrenta a Asuma, devuelto a la vida a través del Edo Tensei. Luego de una dura pelea, Ino logra, junto con sus compañeros, derrotar a su maestro, quien es sellado por otro equipo. Luego va con el resto de los ninjas para luchar contra Obito y Madara y observa cómo muere su padre. Más tarde es subyugada por Tsukuyomi infinito junto con sus compañeros, donde se imagina a su padre todavía vivo y en disputa entre Sasuke y Sai.
Unos años después del final de la guerra, Ino se casa con Sai con quien tiene un hijo, Inojin.

## Habilidades
Ino, como miembro del Clan Yamanaka, es capaz de utilizar el Jutsu de Destrucción de Mentes, que le permite tomar posesión del cuerpo del oponente. Ino usa esta técnica junto con el Jutsu: Posesión de Sombra de Shikamaru, que lo usa para mantener bloqueados a otros oponentes. En el anime también usa la técnica Transmisión de Psico Mente, que tiene el mismo efecto pero te permite controlar al oponente desde la distancia, permitiéndole permanecer en su cuerpo. En la segunda parte del manga, en particular en la Cuarta Gran Guerra Ninja, Ino demuestra haber mejorado mucho y ser mucho más fuerte que antes al detener al Jūbi, evitando así la muerte de todas las personas en el radio del demonio.
Después de entrenar con Tsunade y Sakura, Ino adquiere las artes médicas, convirtiéndose así en un ninja médico. Más allá de eso, Ino tiene un amplio conocimiento de las flores venenosas, lo que la convierte en una experta ninja médica. Ino puede usar flores en combate para aturdir o golpear al oponente combinando sus habilidades. Durante la Cuarta Gran Guerra exhibió una de sus grandes habilidades, a saber, la capacidad de manipular una gran cantidad de cuerpos y también actuar como comunicador para la batalla.

### Misiones completadas
Durante el transcurso de la historia, Ino ha realizado un total de 40 misiones.
- Misiones D: 23
- Misiones C: 9
- Misiones B: 6
- Misiones A: 2
- Misiones S: 0